# Orthocosa tokunagai
Orthocosa tokunagai är en spindelart som först beskrevs av Saito 1936.  Orthocosa tokunagai ingår i släktet Orthocosa och familjen vargspindlar. Inga underarter finns listade i Catalogue of Life.